# 1787

## أحداث
- احتل ثويني السعدون مدينة البصرة لمدة ثلاثة أشهر قبل أن يطرده منها والي بغداد سليمان باشا ويعزله من مشيخة المنتفق، وولى بدلا منه الشيخ حمود الثامر.
- تأسيس مدينة بو وتقع حاليا في سيراليون.
- تأسيس مدينة كونسيبسيون وتقع حاليا في باراغواي.
- بداية الحرب الروسية العثمانية في 24 أغسطس 1787 والتي انتهت في 9 يناير 1792.
- 6 أكتوبر - مغادرة القائد العثماني حسن باشا الجزائري مصر بعد فشله في القضاء على المماليك.
- المغرب من أوائل الدول التي اعترفت باستقلال الولايات المتحدة 1787.

## مواليد
- أوتو فون كوتزيبو
- جون ديفيس
- ستيفن رويس
- شكا زولو
- لويس داجير
- محمد بن علي السنوسي